# Трёхполосый корольковый певун
Трёхполосый корольковый певун (лат. Basileuterus tristriatus) — вид птиц из семейства древесницевых. Выделяют 8 подвидов. Обитают в Южной Америке. Ареал простирается от Венесуэлы до Перу и Боливии. Ранее считался конспецифичным Basileuterus tacarcunae и Basileuterus melanotis.

## Описание
Трёхполосый корольковый певун достигает длины 13 см и массы от 10,3 до 16,5 г. Половой диморфизм не выражен. Преимущественно оливково-коричневого цвета с охристым брюшком и низом. Имеют четкую чёрно-белую полоску на голове и темные «щеки».
Песня представляет собой стремительную серию скрипучих щебетаний.

## Подвиды и распространение
Выделяют 8 подвидов:
- Basileuterus tristriatus daedalus Bangs, 1908 — западная Колумбия и западный Эквадор
- Basileuterus tristriatus sanlucasensis Salaman, 2015 — северная Колумбия
- Basileuterus tristriatus auricularis Sharpe, 1885 — центральная Колумбия и западная Венесуэла
- Basileuterus tristriatus meridanus Sharpe, 1885 — северо-западная Венесуэла
- Basileuterus tristriatus. bessereri  Hellmayr, 1922 — северная Венесуэла
- Basileuterus tristriatus pariae  Phelps & Phelps Jr, 1949 — северо-восточная Венесуэла
- Basileuterus tristriatus. baezae  Chapman, 1924 — восточный Эквадор
- Basileuterus tristriatus tristriatus  (Tschudi, 1844) — южный Эквадор, северное и центральное Перу

## Биология
Пищу ищут обычно на земле.